# Boele en Oosterwijk

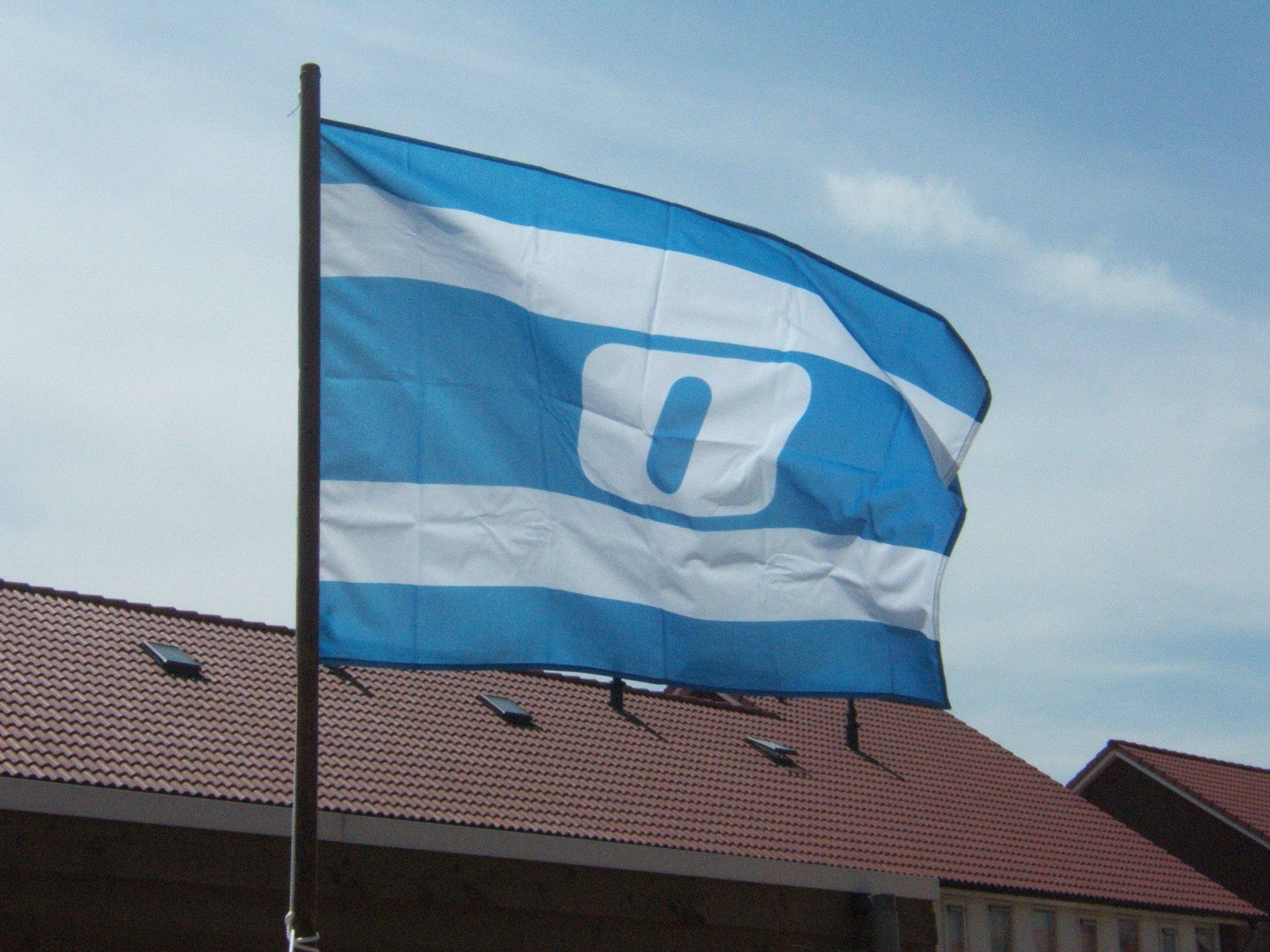
Vlag van Oosterwijk

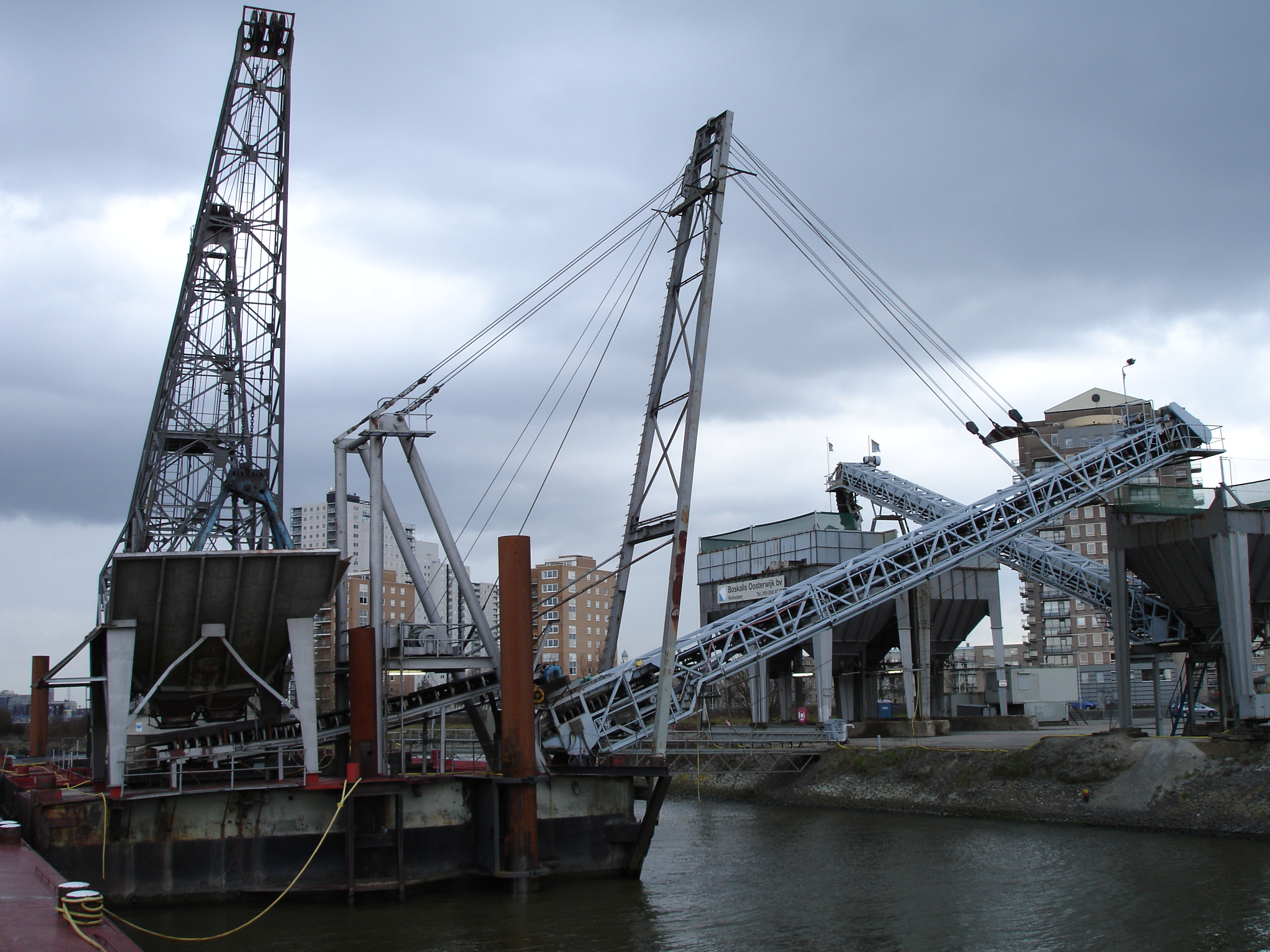
Nesserdijk

Boele en Oosterwijk N.V., was een Rotterdams aannemingsbedrijf gespecialiseerd in de levering en distributie van ophoogzand. 
Tegenwoordig is het opgegaan in het Boskalis concern.

## Geschiedenis
Het bedrijf is groot geworden onder de bezielende leiding van oprichter, eigenaar en directeur J.C. (Jaap) Oosterwijk.
Deze begon zijn bedrijf in 1920 als zelfstandig zandschipper. 
Het bedrijf begon pas echt te groeien toen Oosterwijk ging samenwerken met de heer T. Boele en de naam Boele en Oosterwijk werd gevoerd. 
Het Rotterdam van na de oorlog is grotendeels gebouwd op zand dat door Boele en Oosterwijk werd geleverd.
Nadat beide partijen zakelijk uit elkaar waren gedreven werd de samenwerking gestopt en ging een ieder zijn eigen weg. 
Oosterwijk ging verder onder de naam: Aannemingsbedrijf Oosterwijk B.V..
Een van de grote projecten uit die tijd was het leveren van 3.000.000 m3 zand voor de aanleg van het grootste rangeerterrein van Nederland, Kijfhoek.
In 1969 verkocht Jaap Oosterwijk zijn bedrijf aan Boskalis. 
In de overeenkomst werd bedongen dat de naam Oosterwijk voorlopig bleef bestaan. 
Omdat hij thuiszitten nog maar niets vond, kocht hij met een deel van het geld het bijna ter ziele zijnde Zeehavenbedrijf van de Gemeente Dordrecht en blies dat nieuw leven in.
Dit bedrijf bestaat vandaag de dag nog steeds onder de naam ZHD.
Boskalis Oosterwijk timmerde intussen flink aan de weg. 
In de 12 jaar dat het bedrijf zo heeft geheten werden dijken verzwaard, wegen aangelegd en grondwerken uitgevoerd, met name in Schiedam. 
Ook werd de mijnberg van de voormalige Staatsmijn Maurits afgegraven en gestort in eerder door winning ontstane grindgaten.
Verder waren er werken in Noordwest-Europa, zandwinning, zandsuppletie en ophogingswerk in de regio's Rotterdam en IJmuiden, alsmede bodemsaneringen.
In 1974 werd het bedrijf A. Goedhart & Zn. B.V. uit Dordrecht overgenomen. 
Goedhart bezat een eigen loswal in Dordrecht en had eigen schepen. 
Ook bezat Goedhart een eigen winzuiger, de Kil. 

## Heden
In 1981 verdween de naam Oosterwijk voorgoed van de borden en ging men verder onder de vlag van Koninklijke Boskalis Westminster.
Van het oorspronkelijke enorme bedrijf resten toen nog slechts enkele schepen en een losplaats aan de Nesserdijk in Rotterdam.
Nadat in december 2015 de laatste kraan (zie foto hierboven) naar de sloop was gegaan ging het snel met de laatste restanten van het voormalige Oosterwijk. 
In rap tempo werden de laatste schepen opgelegd en daarna gesloopt.
Nu, in 2018, is de losplaats nog steeds in bedrijf maar niet meer onder de naam van Oosterwijk of Boskalis.
Sinds 2017 gaat de locatie door onder de nieuwe naam Zandbedrijf Regio Rotterdam.